# Andreas Giglmayr

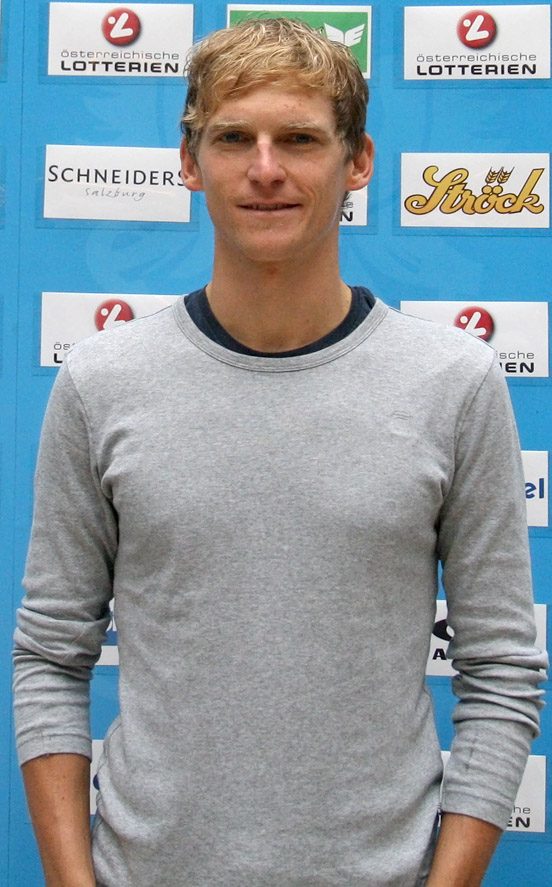
Atleta Andreas Giglmayr

Andreas Giglmayr (Oberndorf bei Salzburg, 7 de fevereiro de 1984) é um triatleta profissional austríaco.

## Carreira
Andreas Giglmayr competidor do ITU World Triathlon Series, disputou os Jogos de Londres 2012, ficando em 40º.